# 西部緑地公園

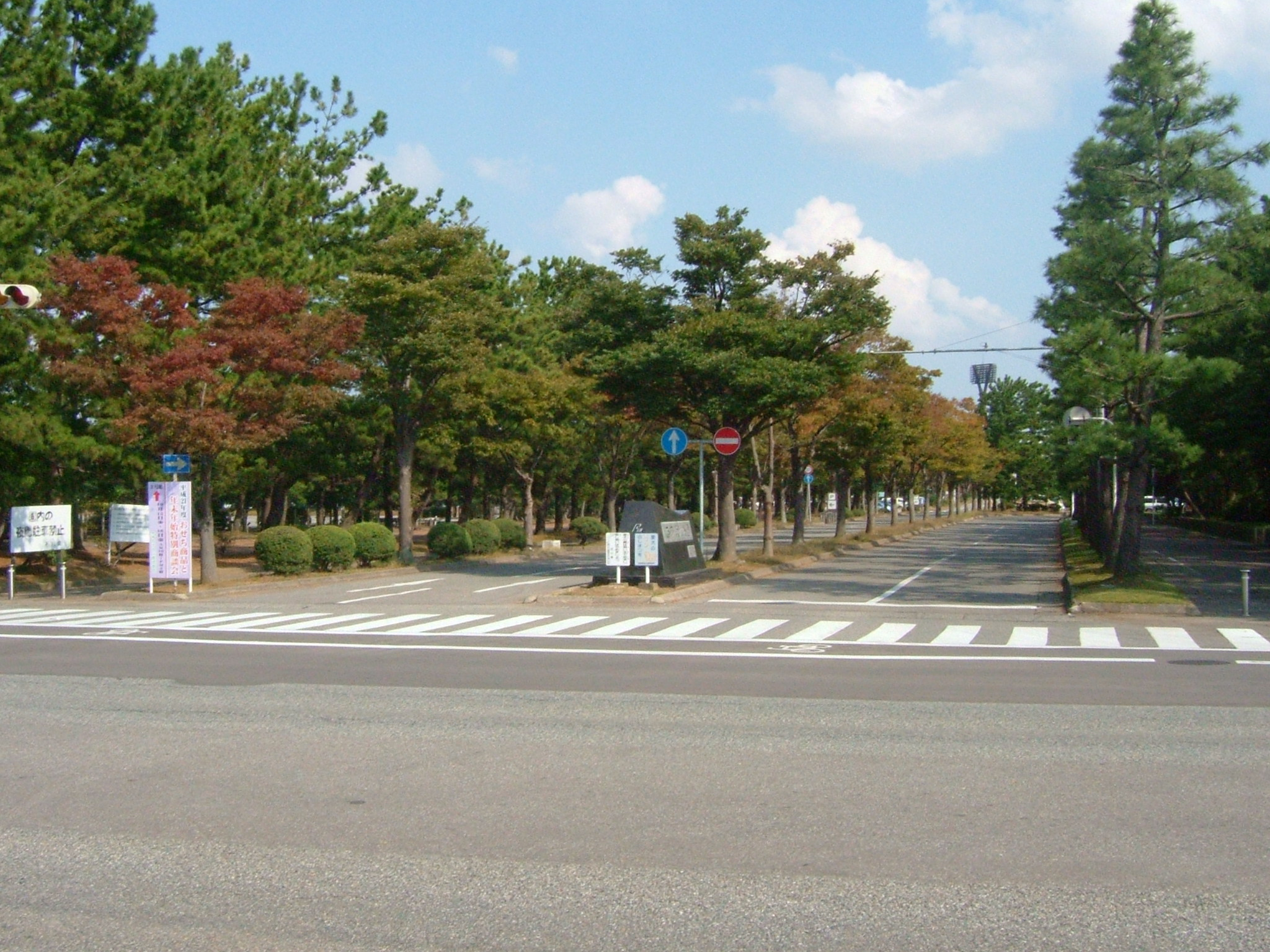
西部緑地公園（正門）

西部緑地公園（せいぶりょくちこうえん）は、石川県金沢市袋畠町、古府町、北塚町、稚日野町にまたがる運動公園。
施設は石川県が保有し、石川県県民ふれあい公社が指定管理者として運営管理を行っている。

## 歴史
1972年に石川県産業展示館が建設され、1973年に北陸の産業振興を目的とした日本海博覧会が開催される。博覧会終了後、出羽町にあった石川県営兼六園野球場が石川県立野球場として移転されたのを機に、スポーツ施設を中心に整備され、1974年4月9日に開設された。

## 公園内の主な施設
園路・広場、修景・休養施設、体育施設、産業展示ゾーンからなる。
- 体育施設
  - 石川県立野球場
  - 石川県西部緑地公園陸上競技場
- 産業展示ゾーン
  - 石川県産業展示館

## 関連施設
- いしかわ総合スポーツセンター